# Branchinella alachua
Branchinella alachua е вид хрилоного от семейство Thamnocephalidae. Видът е застрашен от изчезване.

## Разпространение
Разпространен е в САЩ.